# Wladimir Olegowitsch Owtschinnikow
Wladimir Olegowitsch Owtschinnikow (russisch Владимир Олегович Овчинников, engl. Transkription Vladimir Ovchinnikov; * 2. August 1970 in Wolgograd) ist ein ehemaliger russischer Speerwerfer.
Als Repräsentant der Sowjetunion wurde er Siebter bei den Olympischen Spielen 1988, Sechster bei den Leichtathletik-Europameisterschaften 1990 in Split und gewann Silber bei der Universiade 1991.
Bei den Leichtathletik-Weltmeisterschaften 1993 in Stuttgart und 1995 in Göteborg sowie bei den Olympischen Spielen 1996 in Atlanta und 2000 in Sydney schied er, nun für Russland startend, in der Qualifikation aus.
1995 wurde er russischer Meister. Seine persönliche Bestweite von 88,00 m stellte er am 14. Mai desselben Jahres in Togliatti auf.